# Модуль Юнга
Мо́дуль Ю́нга (модуль пружності першого роду або модуль пружності під час розтягу) — фізична величина, що характеризує пружні властивості ізотропних речовин, один із модулів пружності.
За ДСТУ 2825-94: Модуль пружності під час розтягу — відношення нормального напруження до відповідної лінійної деформації за лінійного напруженого стану до границі пропорційності.
Позначається латинською літерою E (від англ. Elasticity), вимірюється в Н/м² (ньютонах на метр в квадраті) або Па (паскалях), переважно в гігапаскалях. Названо на честь англійського фізика XIX століття Томаса Юнга. Часто ще цю фізичну величину називають модулем пружності першого роду.
Модуль Юнга для випадку розтягу-стискання стрижня осьовою силою розраховується наступним чином:
{\displaystyle E={\frac {F/S}{\Delta l/l}}={\frac {Fl}{S\Delta l}},}
де: F — осьова сила;
S — площа поверхні (перерізу), по якій розподілена дія сили;
l — довжина стрижня, що деформується;
{\displaystyle \Delta l} — модуль зміни довжини стрижня в результаті пружної деформації.
Модуль Юнга встановлює зв'язок між деформацією розтягу й механічним напруженням направленим на розтяг.
{\displaystyle \sigma ={\frac {F}{S}}=E{\frac {\Delta l}{l}}=E\epsilon },
де: σ — механічне напруження, визначається, як сила, що припадає на одиницю площі поперечного перерізу тіла,
{\displaystyle \epsilon ={\frac {\Delta l}{l}}} — величина відносної деформації (відносне видовження).
Наведена формула справедлива при малих пружних деформаціях.

## Зв'язок із іншимимодулями пружності
В теорії пружності використовуються кілька різних модулів, виходячи із міркувань зручності. Всі вони зв'язані між собою простими співвідношеннями. Пружні властивості ізотропного середовища повністю характеризуються двома незалежними коефіцієнтами, наприклад, модулем Юнга й модулем зсуву, або модулем Юнга й коефіцієнтом Пуассона. Модуль Юнга зручно використовувати при одновісній деформації.
Існують такі формули зв'язку між модулями пружності
{\displaystyle E={\frac {9K\mu }{3K+\mu }}},
де K — модуль всебічного стиску, μ — модуль зсуву.
{\displaystyle E=3K(1-2\nu )},
де ν — коефіцієнт Пуассона.
{\displaystyle E=2\mu (1+\nu )},
де μ — модуль зсуву.
Коефіцієнт Ламе λ виражається через модуль Юнга й коефіцієнт Пуассона:
{\displaystyle \lambda ={\frac {E\nu }{(1-2\nu )(1+\nu )}}}

## Значення модуля Юнга для деяких матеріалів
| Матеріал                     | Модуль Юнга E, ГПа |
| ---------------------------- | ------------------ |
| Алмаз                        | 1220               |
| Алюміній                     | 70                 |
| Бронза                       | 75-125             |
| Вольфрам                     | 350                |
| Гума (при малих деформаціях) | 0.01-0.1           |
| Дюралюміній                  | 74                 |
| Карбід вольфраму             | 450-650            |
| Кобальт                      | 210                |
| Кремній                      | 109                |
| Латунь                       | 95                 |
| Лід                          | 3                  |
| Мідь                         | 110                |
| Нікель                       | 210                |
| Олово                        | 35                 |
| Поліетилен високого тиску    | 0,8                |
| Поліетилен низького тиску    | 0,2                |
| Поліпропілен                 | 1,5-2              |
| Порцеляна                    | 59                 |
| Свинець                      | 18                 |
| Срібло                       | 80                 |
| Сірий чавун                  | 110                |
| Сталь                        | 200-210            |
| Скло                         | 50-90              |
| Цинк                         | 120                |
| Хром                         | 300                |